# Ē
Cette page contient des caractères spéciaux ou non latins. S’ils s’affichent mal (▯, ?, etc.), consultez la page d’aide Unicode.
Ē (minuscule : ē), appelé E macron, est un graphème utilisé dans les écritures du creek, de l’ewondo, du letton, du live, du nahuatl, de l’ogba, du yoruba, et de certaines langues polynésiennes comme l’hawaïen, le maori des îles Cook, le maori de Nouvelle-Zélande, le marquisien, le mwotlap, le samoan, le tahitien, le tokelau, ou le tongien, ainsi que dans certaines translittérations en écriture latine. Il s'agit de la lettre E diacritée d'un macron.

## Utilisation
En creek, ‹ ē › représente un e long, transcrivant une voyelle fermée antérieure non arrondie longue iː.
En letton, ‹ ē › représente un e long, transcrivant une voyelle mi-fermée antérieure non arrondie eː ou une voyelle pré-ouverte antérieure non arrondie æː. Il s'agit d'une lettre à part entière, placée entre le E et le F dans l'ordre alphabétique.
Dans plusieurs langues polynésiennes, ‹ ē › représente également un e long.
Le caractère est également utilisé dans certains systèmes de romanisation, comme le système Hepburn pour le japonais. Elle représente en général un e long. En pinyin, ‹ ē › indique un ton haut.
Dans certaines langues océaniennes parlées au Vanuatu (mwotlap, dorig, vurës, hiw…), ‹ ē › est utilisé pour noter le son /ɪ/.
Le français n’utilise normalement pas de macron sauf pour les transcriptions de termes étrangers, notamment arabes et japonais, comme pour la Place de Kyōto à Paris. Cependant, la linguiste Nina Catach (1923-1997) a signalé en 1989, dans Les Délires de l’orthographe, un usage dans la presse du macron pour accentuer les capitales, appelé alors accent plat : « UN PIĒTON RENVERSĒ PAR SON FRĒRE ».

## Représentations informatiques
Le E macron peut être représenté avec les caractères Unicode suivants :
- précomposé (latin étendu A) :

| formes    | représentations | chaînes de caractères | points de code | descriptions                     |
| --------- | --------------- | --------------------- | -------------- | -------------------------------- |
| capitale  | Ē               | Ē                     | U+0112         | lettre majuscule latine e macron |
| minuscule | ē               | ē                     | U+0113         | lettre minuscule latine e macron |

- décomposé (latin de base, diacritiques) :

| formes    | représentations | chaînes de caractères | points de code | descriptions                                 |
| --------- | --------------- | --------------------- | -------------- | -------------------------------------------- |
| capitale  | Ē               | E◌̄                    | U+0045 U+0304  | lettre majuscule latine e diacritique macron |
| minuscule | ē               | e◌̄                    | U+0065 U+0304  | lettre minuscule latine e diacritique macron |